# Château de Vassy (Yonne)
Pour les articles homonymes, voir Château de Vassy.
Le château de Vassy est un château situé à Étaule, en France.

## Localisation
Le château est situé dans le département français de l'Yonne, sur la commune d'Étaule.

## Historique
L'édifice est inscrit au titre des monuments historiques en 1997.

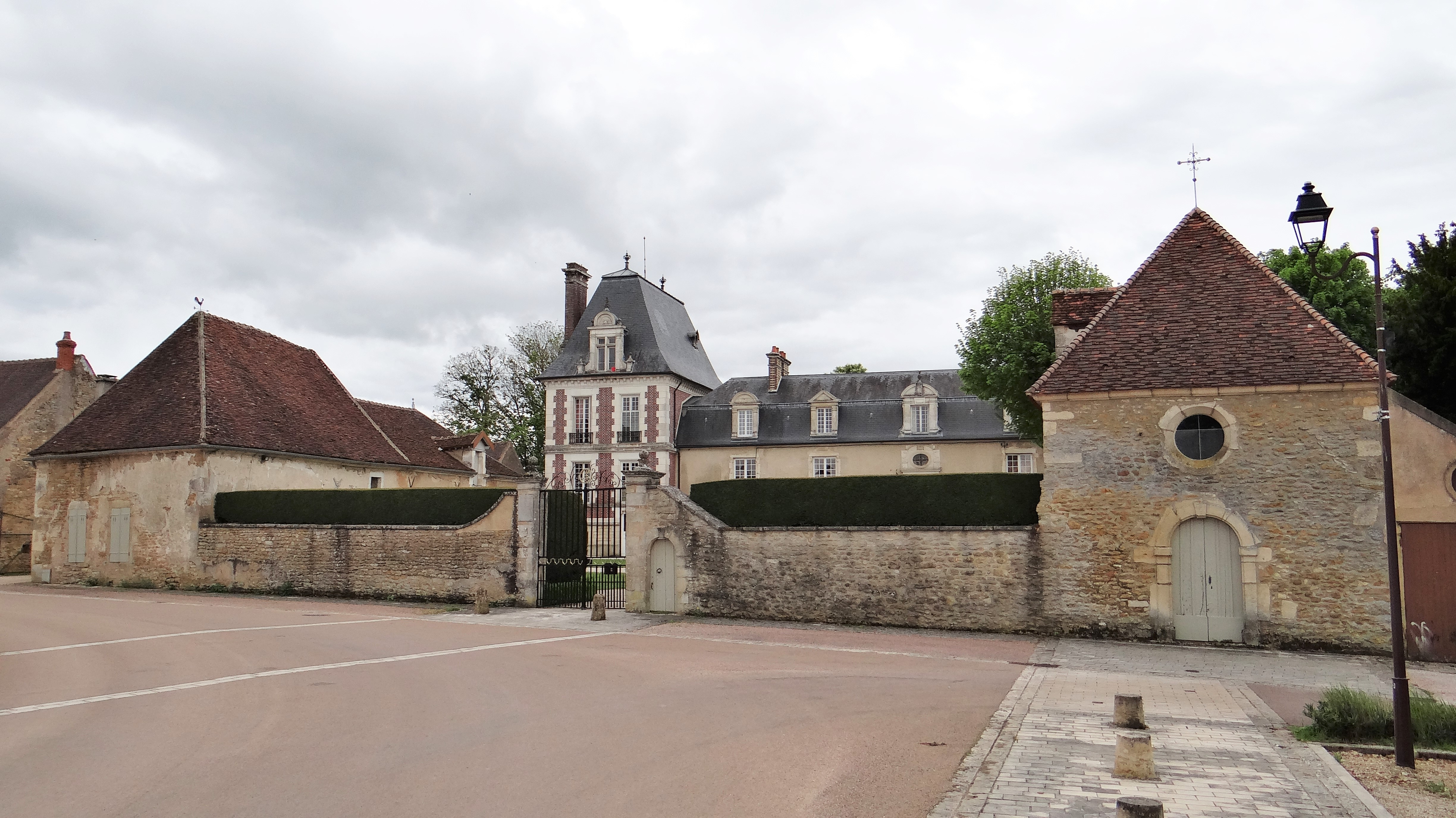
Vue de la rue.
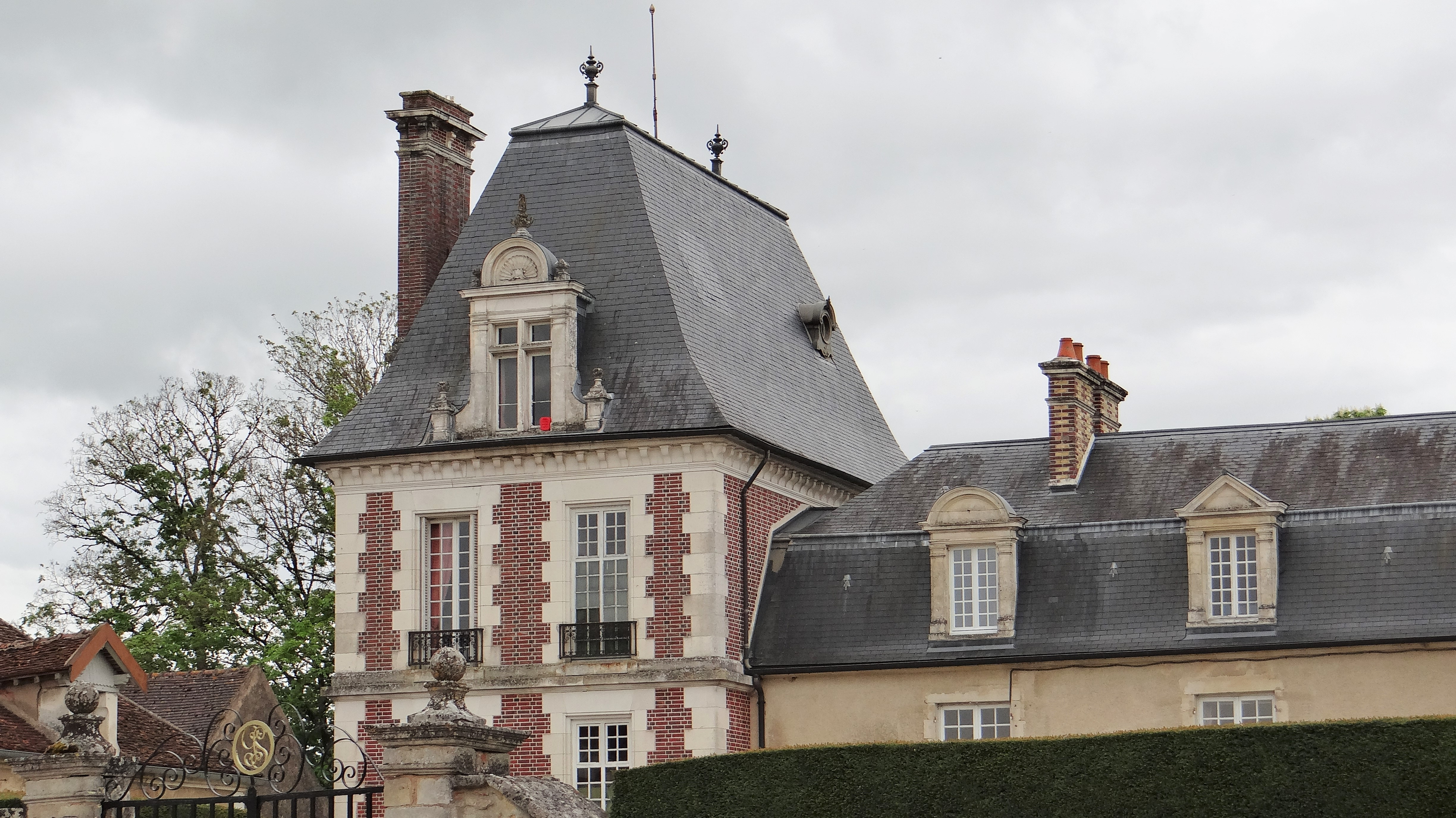
Tour.
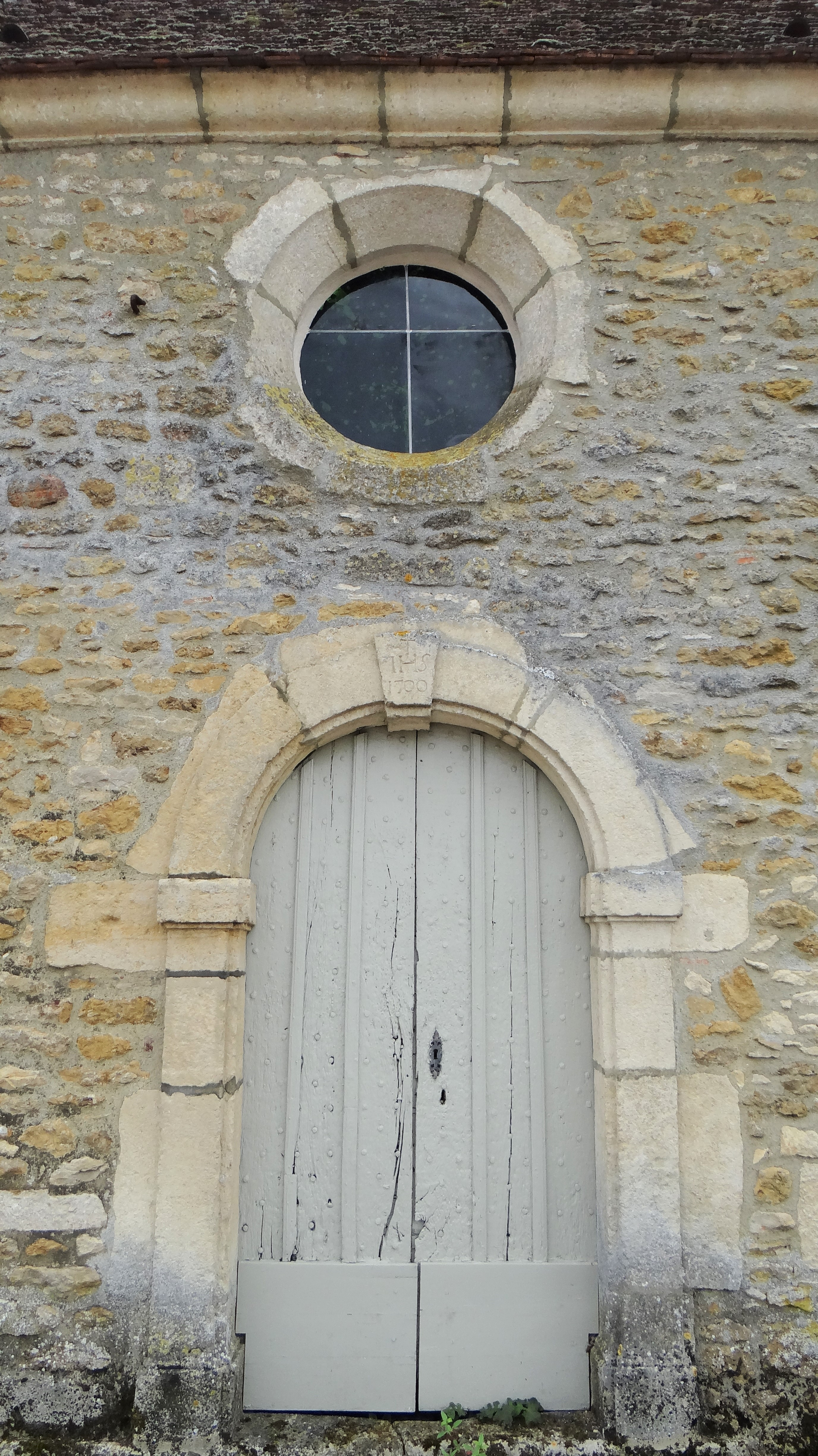
Porte de la chapelle.
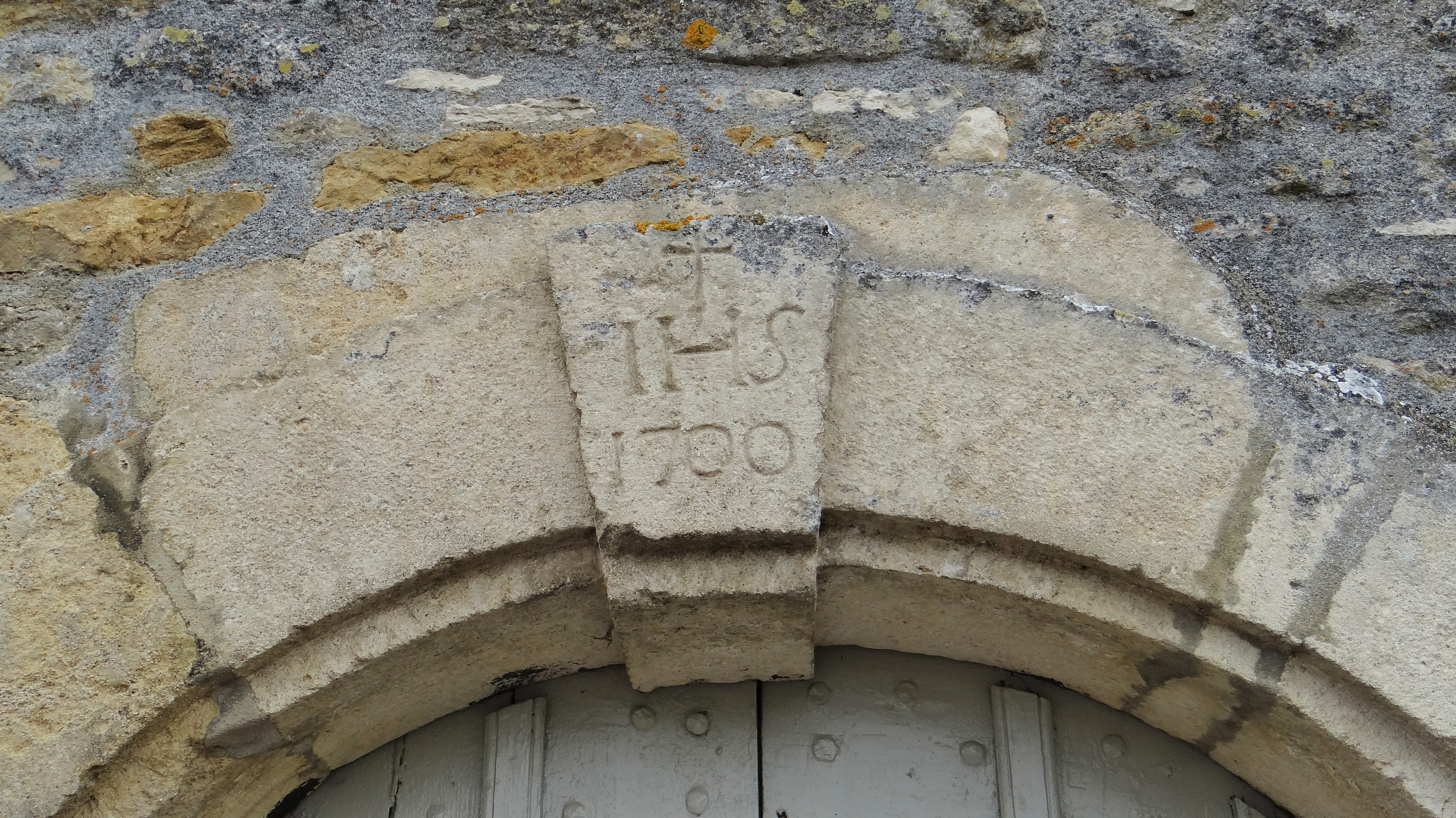
1700, fronton de la chapelle.

## Chapelle des Cromot
La chapelle des Cromot a été édifiée en 1700, comme le révèle l'inscription sur la clef de l'arc roman de l'entrée extérieure, côté rue. Cette chapelle érigée sur des bases plus anciennes, est à l'origine l'église du village, consacrée à la Vierge Marie par le chanoine Cromot. Elle fait suite à la construction du château de Vassy en 1658 après l'acquisition des terres de la seigneurie de Vassy et de La Vaire par la famille Cromot.  
L'abbé Bernard Ferrand est à l'origine de la restauration de la chapelle et sa remise au culte par l'abbé Van Aede, curé de Vassy. Le bloc de pierre en granit rose du Morvan qui soutient l'autel est issu des anciens pieds du maître-autel de l'abbaye de la Pierre-qui-Vire, abbaye bénédictine fondée en 1850 par le père Muard.  
La croix au-dessus de l'autel provient de la colonie des Florimontains, œuvre créée par l'abbé Ferrand pour les enfants de l'Yonne en 1926. Les blasons de chaque côté de l’autel représentent les deux grandes familles qui habitèrent les lieux : à gauche celui de la famille Saillans, Vairé d'or et d'azur à la bande de gueules brochant sur le tout dont le personnage le plus illustre a été le comte François-Louis de Saillans. À droite, se trouve celui des Cromot, D'azur au sautoir engrêlé d'or cantonné de quatre clés d'argent, les pannetons en haut, comme figure emblématique du baron Jules-David Cromot du Bourg, surintendant des finances en charge de maisons domaines et finances du futur Louis XVIII.
En 2019, le plasticien Marc Couturier conçoit une croix dorée à la feuille ainsi que des vitraux pour orner la chapelle des Cromot.

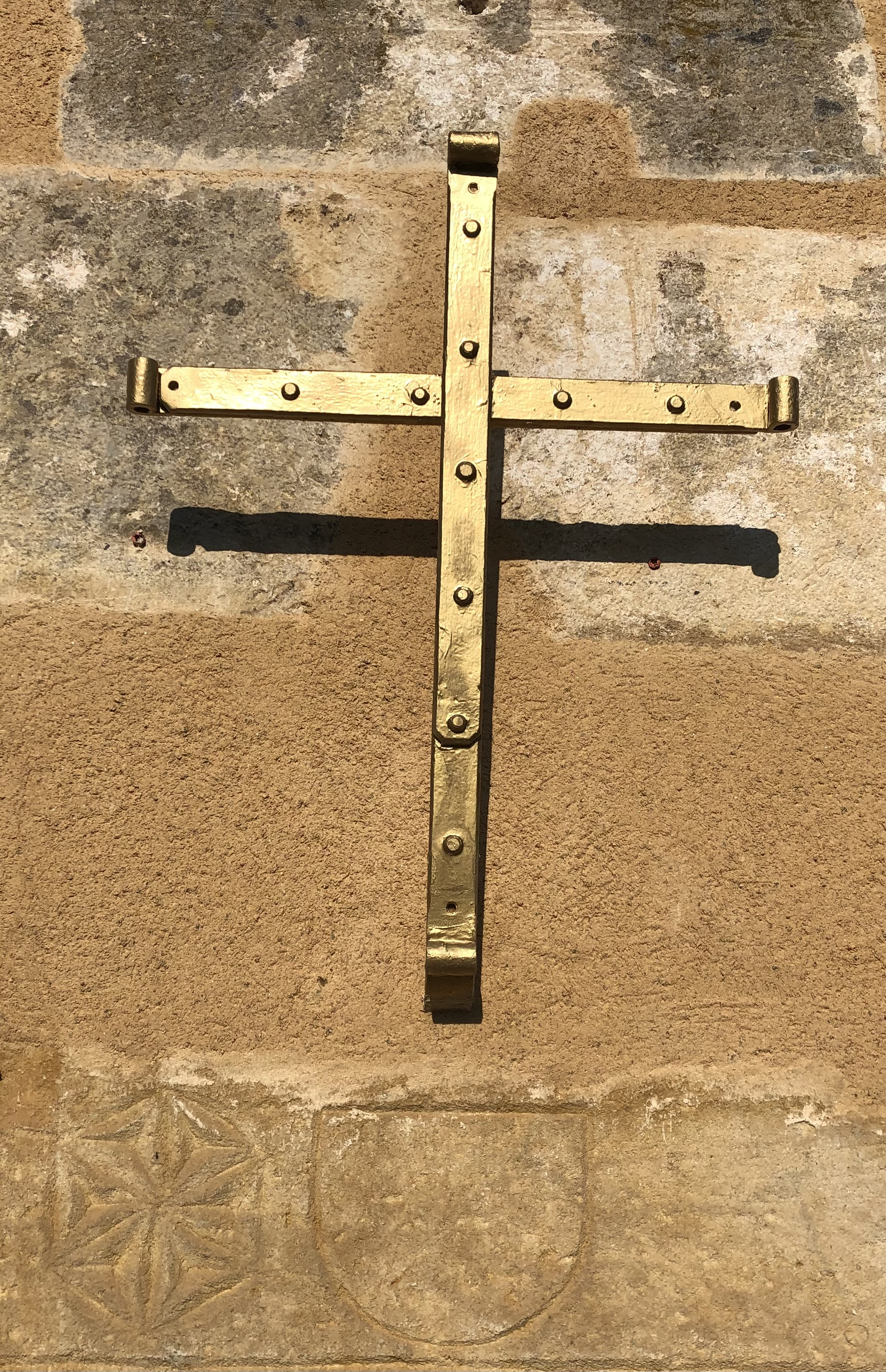
Croix dans la chapelle des Cromot (Yonne) par l'artiste Marc Couturier